# Lenda da Moura Salúquia

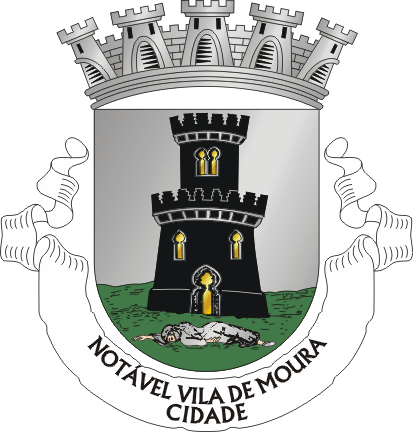
Brasão de Moura, com a torre e a moura Salúquia morta.

A lenda da Moura Salúquia está ligada à designação actual da cidade de Moura.
Segundo a lenda, a princesa Salúquia, filha de Abu-Hassan e governadora da cidade, apaixonou-se por Bráfama, alcaide mouro de Aroche. Na véspera do matrimónio, Bráfama dirigiu-se com uma comitiva para Al-Manijah, a dez léguas de distância. Mas todo o território alentejano a norte e oeste tinha já sido conquistado pelos cristãos e a jornada revelava-se perigosa.
Entretanto, D. Afonso Henriques encarregara dois fidalgos, os irmãos Álvaro Rodrigues e Pedro Rodrigues, de conquistar a cidade de Moura. Estando ao corrente dos preparativos matrimoniais que aí se desenrolavam, os irmãos emboscaram-se num olival perto dos limites da povoação. Surpreendidos pela ação dos cavaleiros cristãos, a comitiva de Aroche foi facilmente derrotada, e Bráfama foi morto.
Disfarçando-se com as vestes dos representantes muçulmanos, os fidalgos cristãos dirigiram-se para a cidade. Salúquia estava no alto da torre do castelo, onde aguardava a chegada do seu noivo. Vendo aproximar-se um grupo de cavaleiros aparentemente islâmicos, a princesa julgou que se tratava da comitiva de Aroche, ao que ordenou que lhes franqueassem as portas da fortificação.
Mas mal transpuseram a muralha, os cristãos lançaram-se sobre os defensores da cidade, tomados de surpresa, e conquistaram o castelo. Salúquia apercebeu-se então do erro que tinha cometido e, ferida pela certeza da morte de Bráfama, tomou as chaves da cidade e precipitou-se da torre onde se encontrava.
Comovidos pela história de amor que os sobreviventes islâmicos lhes contaram, os irmãos Rodrigues teriam renomeado a cidade para Terra da Moura Salúquia. O tempo encarregar-se-ia de transformar esta designação para Terra da Moura, até que evoluíu para a actual forma de Moura.
A uma torre de taipa do Castelo de Moura ainda hoje se chama a Torre de Salúquia, e a um olival nas proximidades de Moura, aquele onde supostamente teriam sido emboscados Bráfama e a sua comitiva, o povo chama Bráfama de Aroche.
Nas armas da cidade figura, uma moura morta no chão, com uma torre em segundo plano, numa alusão à lenda da Moura Salúquia.